# Castelo de Reichenberg

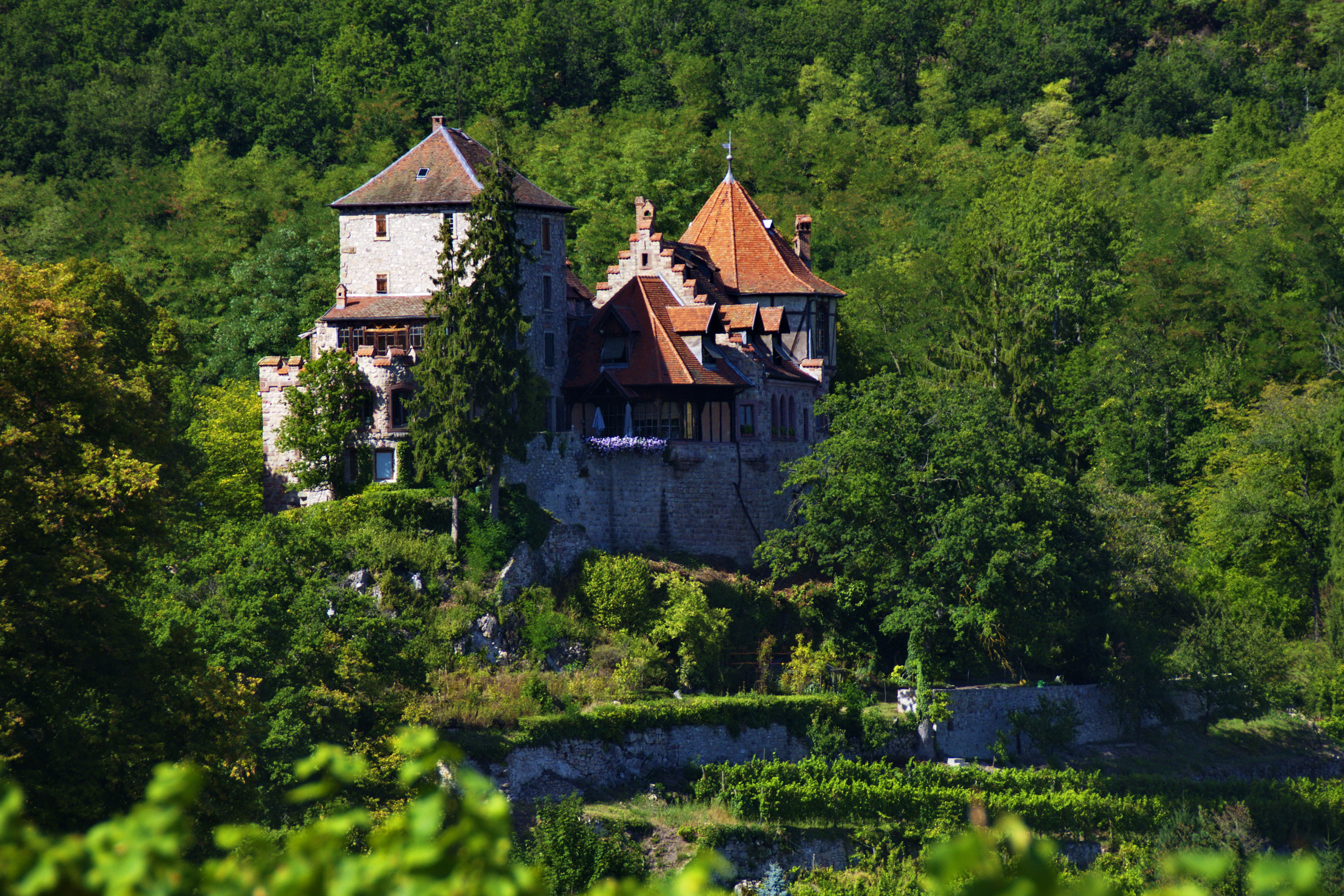
Uma vista do castelo

O Château de Reichenberg é um castelo do final do século XIX e início do século XX na comuna de Bergheim, no departamento de Haut-Rhin, Alsácia, França. É classificado como um monumento histórico desde 1995.